# Miss Venezuela 1968
El Miss Venezuela 1968 fue la decimoquinta (15.º) edición del certamen Miss Venezuela, celebrada en el -ya desaparecido- Teatro Altamira en Caracas, Venezuela, el 25 de junio de 1968. La ganadora del certamen fue Peggy Kopp, Miss Distrito Federal. El mismo fue transmitido en vivo por RCTV. 

## Resultados
| Resultado                                             | Candidata                       |
| ----------------------------------------------------- | ------------------------------- |
| Miss Venezuela 1968                                   | - Distrito Federal - Peggy Kopp |
| Primera Finalista (Miss Mundo Venezuela 1968)         | - Miranda - Cherry Núñez        |
| Segunda Finalista (Miss Venezuela Internacional 1968) | - Aragua - Jovann Navas         |
| Tercera Finalista                                     | - Zulia - Gloria Barboza        |
| Cuarta Finalista                                      | - Portuguesa - Anais Mejía      |

### Premios especiales
| Premio          | Concursante                    |
| --------------- | ------------------------------ |
| Miss Fotogénica | - Aragua - Jovann Navas        |
| Miss Simpatía   | - Trujillo - Mary Carmen Suero |
| Miss Sonrisa    | - Guárico - Zully Guilarte     |

## Concursantes
| - Miss Aragua - Jovann Navas Ravelo - Miss Barinas - Nancy Varguillas (se retiró) - Miss Bolívar - Elena Sánchez Ugueto - Miss Distrito Federal - Peggy Kopp Arenas - Miss Falcón - Magally Molleda Pérez - Miss Guárico - Zully Guilarte Rosas - Miss Lara - Nancy Piña Montes - Miss Mérida - Maithe Brilhaut | - Miss Miranda - María Dolores "Cherry" Núñez Rodríguez - Miss Monagas - Martha Elizabeth Camino Núñez - Miss Nueva Esparta - Norah Williams Troconis - Miss Portuguesa - Anais Carlota Mejía Calzadilla - Miss Sucre - Helena Correa Badaracco (Miss Bikini, por primera vez en Venezuela) - Miss Táchira - Maritza Loyola - Miss Trujillo - Mary Carmen Suero - Miss Zulia - Gloria Barboza Wulf |